# 鹿児島市立東谷山小学校
鹿児島市立東谷山小学校（かごしましりつ ひがしたにやましょうがっこう 英語: Higashitaniyama Elementary School）は、鹿児島県鹿児島市魚見町にある公立小学校。
谷山小学校校区の分離で永田川以北が新校区になったことにより、1969年（昭和44年）に開校した。しかし、1984年（昭和59年）に同校区の一部が清和小学校へ分離する。校名は『東谷山』であるが、所在地は魚見町であり、東谷山にはない。略して「ガッタニ」と呼ばれる事が多い。

## 沿革
- 1969年（昭和44年） - 大規模校となった谷山小学校の適正化を図るため校区の一部を分割し、鹿児島市立東谷山小学校として設置される[1]。
- 1969年（昭和44年） - 開校式
- 1971年（昭和46年） - 永田・向川原を除く全地区の編入終わる
- 1983年（昭和58年） - 体育館倉庫改築
- 1984年（昭和59年） -清和小学校が新設されたのに伴い、 校区の一部が分離される[2]。
- 1986年（昭和61年） - 堀義節校長が交通事故（電車）により死亡。よって中村三郎教頭（3月17日 - 3月31日）が校長の職務代行者として発令され、卒業式等を挙行する。
- 1999年（平成11年） - 体育館落成

参照：学校の沿革

## 通学区域
東谷山小学校の通学区域は以下の町丁の区域が指定されている。
- 魚見町の全域
- 小原町の全域
- 東谷山一丁目、東谷山七丁目の全域及び東谷山二丁目、東谷山四丁目、東谷山六丁目の一部
- 希望ケ丘町の全域
- 小松原一丁目の全域及び小松原二丁目の一部